# Andouillé-Neuville
Andouillé-Neuville è un comune francese di 786 abitanti situato nel dipartimento dell'Ille-et-Vilaine nella regione della Bretagna.

## Società

### Evoluzione demografica
Abitanti censiti